# 터치드 (영화)
터치드(Touched)는 미국에서 제작된 존 플린 감독의 1983년 드라마, 멜로/로맨스 영화이다. 로버트 하이즈 등이 주연으로 출연하였고 더크 피터스먼 등이 제작에 참여하였다.

## 출연

### 주연
- 로버트 하이즈
- 캐슬린 벨러

### 조연
- 네드 비티
- 길버트 루이스
- 라일 케슬러
- 멕 마일즈
- 마디 캐플런
- E. 브라이언 딘
- 존 하기
- 크리스 웨더헤드

## 제작진
- 미술: 패트리지아 본 브랜던스타인